# Oleg Nikolaev
Oleg Vladimirovič Nikolaev (in russo Олег Владимирович Николаев?, in ucraino Олег Володимирович Ніколаєв?, Oleh Volodymyrovyč Nikolajev; Luhans'k, 21 maggio 1998) è un calciatore ucraino naturalizzato russo, centrocampista del Čajka Pesčanopskoe.

## Caratteristiche tecniche
È un esterno sinistro.

## Carriera
Nato a Luhans'k in Ucraina, all'età di 7 anni si è trasferito in Russia nella città di Volgograd. Qui è entrato a far parte dell'accademia dell'Olimpija Volgograd, dove è rimasto fino al 2016 quando ha firmato con il Rotor.
Ha esordito in prima squadra il 24 luglio 2016 in occasione dell'incontro di Kubok Rossii perso ai calci di rigore contro l'Energomaš, mentre il 19 agosto seguente ha segnato la sua prima rete aprendo le marcature dell'incontro di terza divisione vinto 2-0 contro il Černomorec Novorossijsk. Promosso in seconda divisione, nelle successive tre stagioni è stato utilizzato soprattutto come subentrante riuscendo comunque a giocare 74 partite e segnare 4 reti.
Al termine della stagione 2019-2020 ha vinto il campionato ottenendo la promozione diretta in Prem'er-Liga, dove ha debuttato l'11 agosto 2020 in occasione della sfida persa 2-0 contro lo Zenit San Pietroburgo.

## Palmarès

### Club
- Campionato russo di seconda divisione: 1

Rotor: 2019-2020